# Пародия Отта
Паро́дия Отта, или Нотока́ктус Отта (лат. Parodia ottonis, syn. Notocactus ottonis) — кактус из рода Пародия, выделяется некоторыми систематиками в род Нотокактус.

## Описание
Стебель шаровидно-приплюснутый, до 11 см в диаметре, ярко-зелёный. Рёбер 8—12, они неострые, с невыраженными бугорками и маленькими редкими ареолами.
Радиальных колючек 10—18, они тонкие, желтоватой окраски; центральных колючек 3—4, они до 2,5 см длиной, изогнутые, красновато-коричневые.
Цветки до 4—6 см длиной, ярко-жёлтые, рыльце пестика тёмно-красное.

## Распространение
Эндемик Бразилии, Парагвая и Уругвая.

## Синонимы
- Cactus ottonis
- Echinocactus ottonis
- Malacocarpus ottonis
- Notocactus ottonis
- Echinocactus tenuispinus
- Notocactus tenuispinus
- Echinocactus arechavaletae
- Malacocarpus arechavaletae
- Notocactus arechavaletae
- Parodia paraguayensis
- Notocactus acutus
- Notocactus ruoffii